# باسيل مالكوم
باسيل مالكوم (14 يوليو 1912 في المملكة المتحدة - 22 ديسمبر 1995) (بالإنجليزية: Basil Malcolm)‏ هو لاعب كريكت بريطاني (وحمل سابقاً جنسية المملكة المتحدة لبريطانيا العظمى وأيرلندا).

## وصلات خارجية
- باسيل مالكوم على موقع إي آس بي آن كريك إنفو (الإنجليزية)